# Hans von Abel
Hans Georg von Abel (* 25. Juli 1878 in Gartz; † 2. September 1937 in Stettin) war ein preußischer Verwaltungsjurist und Landrat im Kreis Crossen (1920–1933).

## Leben
Abel studierte Rechtswissenschaften und begann seinen beruflichen Werdegang im Jahr 1912 als Regierungsassessor, später Hilfsarbeiter beim Landrat in Nauen. Seit 1920 amtierte er als Landrat im Kreis Crossen, Provinz Brandenburg, bis zu seiner Versetzung in den Ruhestand am 25. März 1933.